# Усачёв, Николай Валерьевич
Николай Валерьевич Усачёв (12 марта 1968) — советский и российский футболист, полузащитник.
Воспитанник ленинградского футбола, всю карьеру провёл в родном городе. В 1985—1987 годах выступал за дублирующий состав «Зенита», Сезоны 1988—1989 годов отыграл во второй лиге в составе «Динамо», в 1990 году вернулся в «Зенит», за который отыграл три сезона. В 1992 году в высшей лиге провёл 29 матчей и забил 2 гола. Перед сезоном-1993 решил закончить карьеру.